# Associazione Sportiva Melfi
La Associazione Sportiva Melfi es un club de fútbol de Italia, con sede en Melfi, en Basilicata. Fue fundado en 1929 y refundado en 2022. Compite en la Eccellenza Basilicata, quinta categoría del fútbol italiano.

## Historia
Fue fundado en el año 1929 y siempre jugó en los niveles amateur de Italia hasta que en el año 2003 ascendió a la Serie C2, donde han jugado desde entonces, hasta el momento de la reestructuración de la Serie C2 a Lega Pro Seconda Divisione. En 2014 ascendió a la tercera división italiana, la Lega Pro.

## Palmarés

### Torneos interregionales
- Serie D (1): 2002-03 (Grupo H)

### Torneos regionales
- Eccellenza Basilicata (2): 1992-93, 1994-95
- Promozione Basilicata (5): 1953-54, 1955-56, 1976-77, 1980-81, 2023-24
- Prima Categoria Basilicata (3): 1963-64, 1985-86, 1990-91
- Seconda Categoria Basilicata (2): 1975-76, 2022-23
- Copa Italia de Aficionados Basilicata (2): 1991-92, 2021-22
- Copa Italia Promozione Basilicata (1): 2023-24